# Heimdal, Trondheim

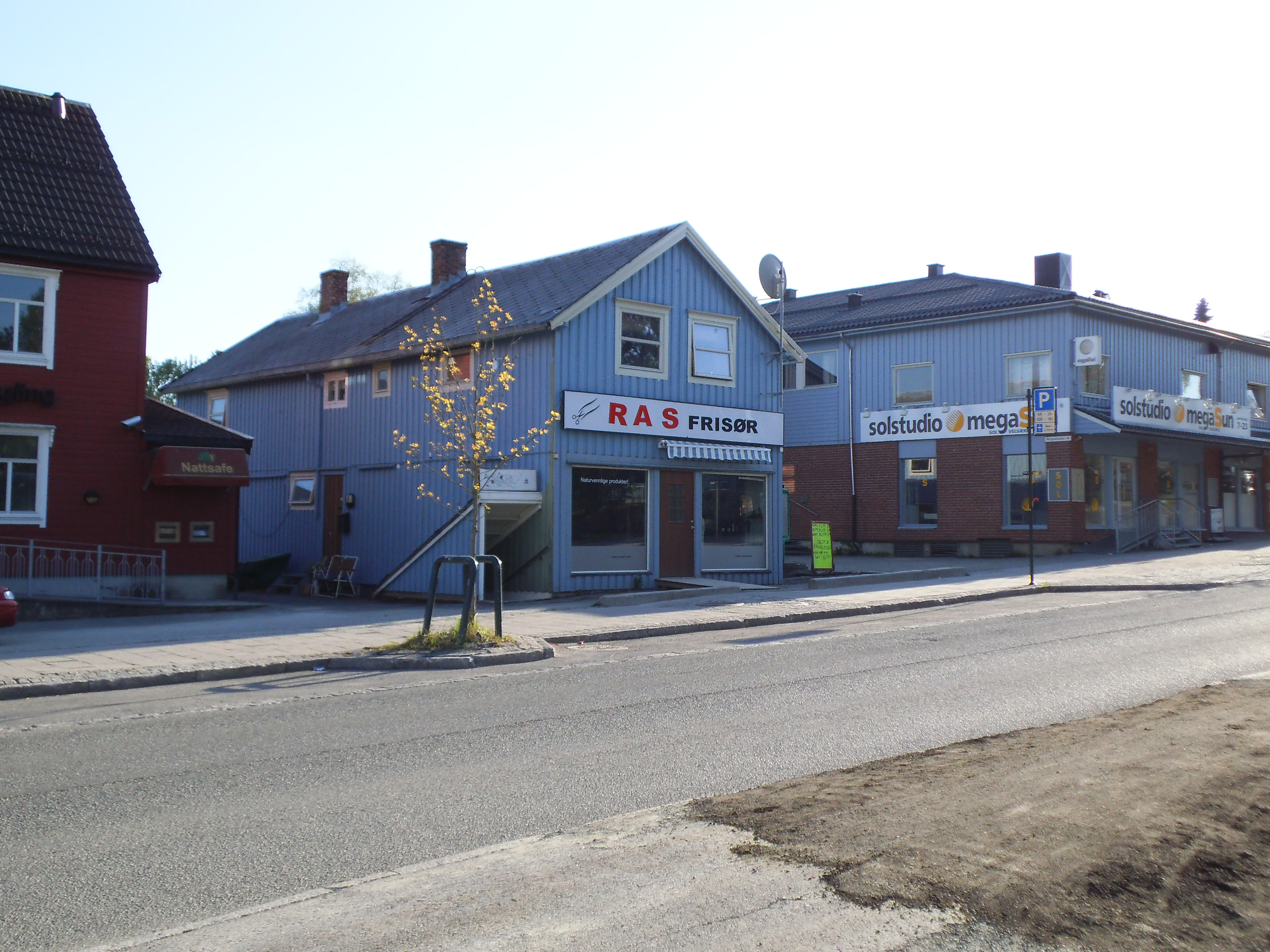
Centrala Heimdal.

Heimdal är en stadsdel i Trondheim, Trøndelag fylke i Norge, belägen vid E6 cirka 11 kilometer söder om centrala staden.
Heimdal växte fram som stationssamhälle vid Dovrebanen. Heimdals station har järnvägstrafik till bland annat Trondheim, Oslo, Steinkjer och Storlien. Stationen är också en knutpunkt för busstrafiken söderut och västerut.
Ett antal företag har etablerat sig i Heimdal. Bland annat har den äldsta norska dagstidningen Adresseavisen sitt huvudkontor här. En del av Heimdal är Tillerbyen som planlades på 1980-talet.
Före 1964 låg Heimdal i kommunerna Leinstrand och Tiller. Kommungränsen gick genom orten längs järnvägen.